# سيرجيو فاجاردو
سيرجيو فاجاردو ( مواليد 19 يونيو 1956 ) هو سياسي كولومبي، شغل منصب حاكمإدارة أنتيوكيا من 2012 حتى 2016.